# Liste der denkmalgeschützten Objekte in Ludmannsdorf
Die Liste der denkmalgeschützten Objekte in Ludmannsdorf enthält die 5 denkmalgeschützten, unbeweglichen Objekte der Gemeinde Ludmannsdorf.

## Denkmäler
| Foto |                 | Denkmal                                                                               | Standort                                 | Beschreibung | Metadaten |
| ---- | --------------- | ------------------------------------------------------------------------------------- | ---------------------------------------- | --- | --- |
| ja   | Datei hochladen | Kath. Filialkirche St. Helena zu Großkleinberg HERIS-ID: 16223 Objekt-ID: 12481       | Großkleinberg Standort KG: Großkleinberg | Nordöstlich von Ludmannsdorf am Michelsberg, in 804 m Höhe gelegen. Urkundlich 1541 erwähnt. Vermutlich eine Zeitlang in Viktringer Besitz; heute Filiale von Ludmannsdorf. Einschiffiger, geräumiger Bau der Spätgotik mit steilem Holzschindeldach und Dachreiter. An der hohen Westwand Maueröffnung und Löcher (ehemaliger Holzvorbau?) und niedere gemauerte Vorhalle. Chor mit 5/8-Schluss. Über dem gotisch profilierten Portal mit Holztüre und gotischen Beschlägen reliefiertes Malteserkreuz. Rechts neben dem Portal spätgotische Opfernische mit Spuren berocker Ummalung. An der Südseite verblasstes Christophorusgemälde. Im dreijochigen Langhaus und zweijochigen Chor hohe spitzbogige Maßwerkfenster und Netzrippengewölbe auf Runddiensten; ornamentierte Schlusssteine. Hoher spitzbogiger Triumphbogen; darüber in der Mitte Reliefkopf (Meisterzeichen?).                                                                          | BDA-Hist.: Q37810194 Status: § 2a Stand der BDA-Liste: 2025-06-30 Name: Kath. Filialkirche St. Helena zu Großkleinberg GstNr.: 570 Church of Saint Helena, Ludmannsdorf               |
| ja   | Datei hochladen | Kath. Pfarrkirche hl. Jakob HERIS-ID: 16221 Objekt-ID: 12479                          | Ludmannsdorf Standort KG: Ludmannsdorf   | Im Kern romanischer Bau in gotischer Zeit erweitert. Der massive Ostturm mit Spitzgiebelhelm und gekuppelten Schallfenstern romanisch. Gotische Erneuerung der Kirche datiert laut Inschrift am südwestlichen Strebepfeiler des Langhauses 1518 von Meister Lamprecht: Allhier Meister Lamprecht Stainmetz … das Paw gemacht mit sein gesellen … = ..IIIIP und XV. jar. Von diesem die Erweiterung des Langhauses und der gotische Chor mit 5/8-Schluss und Strebepfeilern sowie der südliche Sakristeianbau. Barocke offene Vorhalle im Westen, darüber spätgotische Rundfenster. Gestufte Strebepfeiler auch an den Langhauswänden; südlich ein Steinkopf mit gotischer Inschrift: Jörg Mozuptenleu get ein Mas Wein. Profiliertes spätgotisches Eingangsportal mit Steinmetzzeichen und Muschel. Rechts spätgotische Opfernische mit Kielbogen, bezeichnet 1520. An der Südseite Wandgemälde heiliger Christophorus, bezeichnet 1523; restauriert 1974. | BDA-Hist.: Q37810128 Status: § 2a Stand der BDA-Liste: 2025-06-30 Name: Kath. Pfarrkirche hl. Jakob GstNr.: .3 Pfarrkirche Ludmannsdorf                                               |
| ja   | Datei hochladen | Kath. Filialkirche St. Ruprecht am Rupertiberg HERIS-ID: 16250 Objekt-ID: 12508       | Rupertiberg Standort KG: Oberdörfl       | Der kleine einschiffiger Bau mit rundem Chorschluss hat einen gedrungenen westlichen Vorhallenturm, letzterer im Erdgeschoß mit Arkaden geöffnet, rundbogige Fenster (teils blind) und ein flaches Pyramidendach. Südseitig befindet sich ein kleiner Sakristeianbau. Mit Ausnahme des Turms hat die Kirche einheitliche Holzschindeleindeckung. Das Innere ist tonnengewölbt mit Gurtbögen auf Pilastern, die in Langhaus und Chor einheitlich sind. Die Fenster sind hoch und gerade. Die Sängerempore weist Schablonenmalerei auf. | BDA-Hist.: Q133444598 Status: § 2a Stand der BDA-Liste: 2025-06-30 Name: Kath. Filialkirche St. Ruprecht am Rupertiberg GstNr.: .1 Filialkirche hll. Ruprecht und Lucia, Ludmannsdorf |
| ja   | Datei hochladen | Kath. Filialkirche St. Leonhard zu Selkach HERIS-ID: 16251 Objekt-ID: 12509           | Selkach Standort KG: Selkach             | Inmitten des Dorfes, 1638 erbaut. Der Vorgängerbau stand laut Urkunde 1567 einst südlich der Drau. Kleiner einschiffiger Bau, holzschindelgedeckt, mit offener westlicher Vorhalle, einem hölzernen Dachreiter, dem leicht eingezogenen Chor mit 5/8-Schluss sowie einem profilierten spätgotischen Kielbogenportal. An der äußeren Nordwand Christophoruswandbild von F. Jerina bezeichnet J. F. 1950. | BDA-Hist.: Q37810981 Status: § 2a Stand der BDA-Liste: 2025-06-30 Name: Kath. Filialkirche St. Leonhard zu Selkach GstNr.: 810                                                        |
| ja   | Datei hochladen | Kath. Filialkirche St. Peter und Paul zu Wellersdorf HERIS-ID: 16248 Objekt-ID: 12506 | Wellersdorf Standort KG: Wellersdorf     | Auf einer Anhöhe über der Ortschaft. Urkundliche Nennung 1469. Innen- und Außenrestaurierung 1968/1970. Spätgotischer Bau, von Friedhof umgeben, mit mächtigem Vorhallenturm von 1889, letzterer mit Giebeln und eingezogenem Spitzhelm, im Süden Sakristeianbau; Chor mit 5/8-Schluss. Rundbogiges Eingangsportal. Tür mit gotischen Beschlägen, daneben eine gotische Opfernische mit Steinmetzzeichen und wahrscheinlich nachträglicher Jahreszahl 1611. Etwas erhöht an der Bauecke ein mittelalterlicher Steinkopf (Baumeisterporträt?), Süd-Wand gemaltes Meisterzeichen und Bezeichnung 1564. | BDA-Hist.: Q37810938 Status: § 2a Stand der BDA-Liste: 2025-06-30 Name: Kath. Filialkirche St. Peter und Paul zu Wellersdorf GstNr.: .29 Filialkirche Wellersdorf                     |